# زرلشت سادات
زرلشت سادات (زاده ۱۲ آوریل ۱۹۸۶) مدل افغان-آلمانی است و در سالهای اخیر در جشنواره‌های زیادی برنده شده است. جدیدترین عنوان او دوشیزه جهان در سال ۲۰۱۲ بود.

## زندگی‌نامه
زرلشت سادات در فرانکفورت آلمان در دانشگاه فرانکفورت در زمینه علوم کاربردی تحصیل کرد. او سازمان غیرانتفاعی خود‌بنیاد زرلشت سادات را برای حمایت از زنان و کودکان در افغانستان تأسیس کرده است. وی بیشتر وقت خود را در آلمان و قطر سپری می‌کند.